# Hôtel particulier d'Ekaterina Novokrechtchenova
L'hôtel particulier d'Ekaterina Novokrechtchenova (особняк Екатерины Фёдоровны Новокрещеновой) est un hôtel particulier de Samara en Russie, construit en 1909 selon les plans de l'architecte Mikhaïl Kviatkovski, en style Art nouveau (appelé « style Modern » en Russie). Il se trouve rue Frounzé au n° 144 et est inscrit au patrimoine culturel d'intérêt régional.

## Histoire

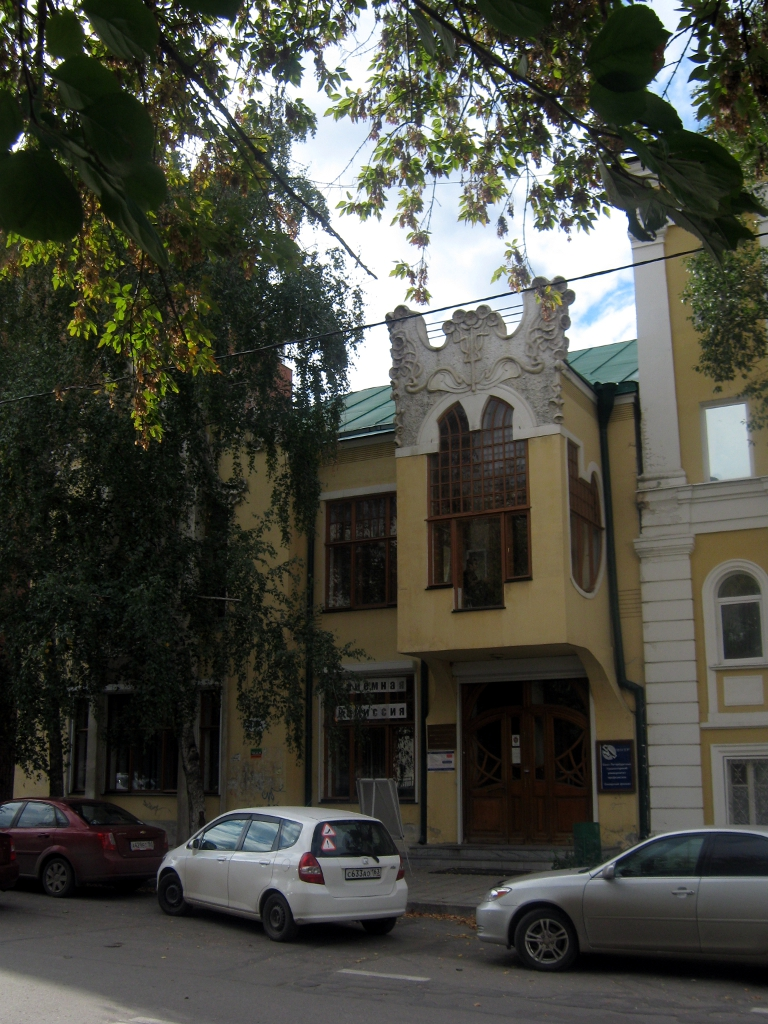
Façade.

La demeure est construite pour une riche bourgeoise de Samara du nom d'Ekaterina Fiodorovna Novokrechtchenova. Elle est expropriée après la Révolution d'Octobre et des membres de l'Armée rouge s'y installent en 1918. Après le départ de la Légion tchèque et l'arrivée du pouvoir soviétique à la fin de l'année 1918, l'administration du commandant de la ville y emménage, avec la commandant du 1er régiment international de la 24e division de fer. Après la guerre civile, l'hôtel est divisé en appartements communautaires. Parmi ses habitants, on compte le compositeur Grigori Ponomarenko, auteur de la musique de la fameuse chanson Le Châle duveteux d'Orenbourg («Оренбургский пуховый платок»). Le département du développement du tourisme de l'oblast de Samara s'y installe pendant quelques années. Aujourd'hui, l'édifice est occupé par la filiale de Samara de l'université des sciences humaines des syndicats.

## Particularités architecturales
L'hôtel particulier est construit en style Modern. Les motifs floraux ressortent dans le décor de l'édifice, il est « tressé » d'orchidées, cela le rapproche du bâtiment de l'hôtel Bristol-Jigouli, reconstruit par le même architecte. La façade de l'édifice est asymétrique, partagée par un grand oriel proéminent, avec des fenêtres aux formes compliquées. La façade est ombragée par des arbres et n'est donc pleinement visible qu'en hiver.

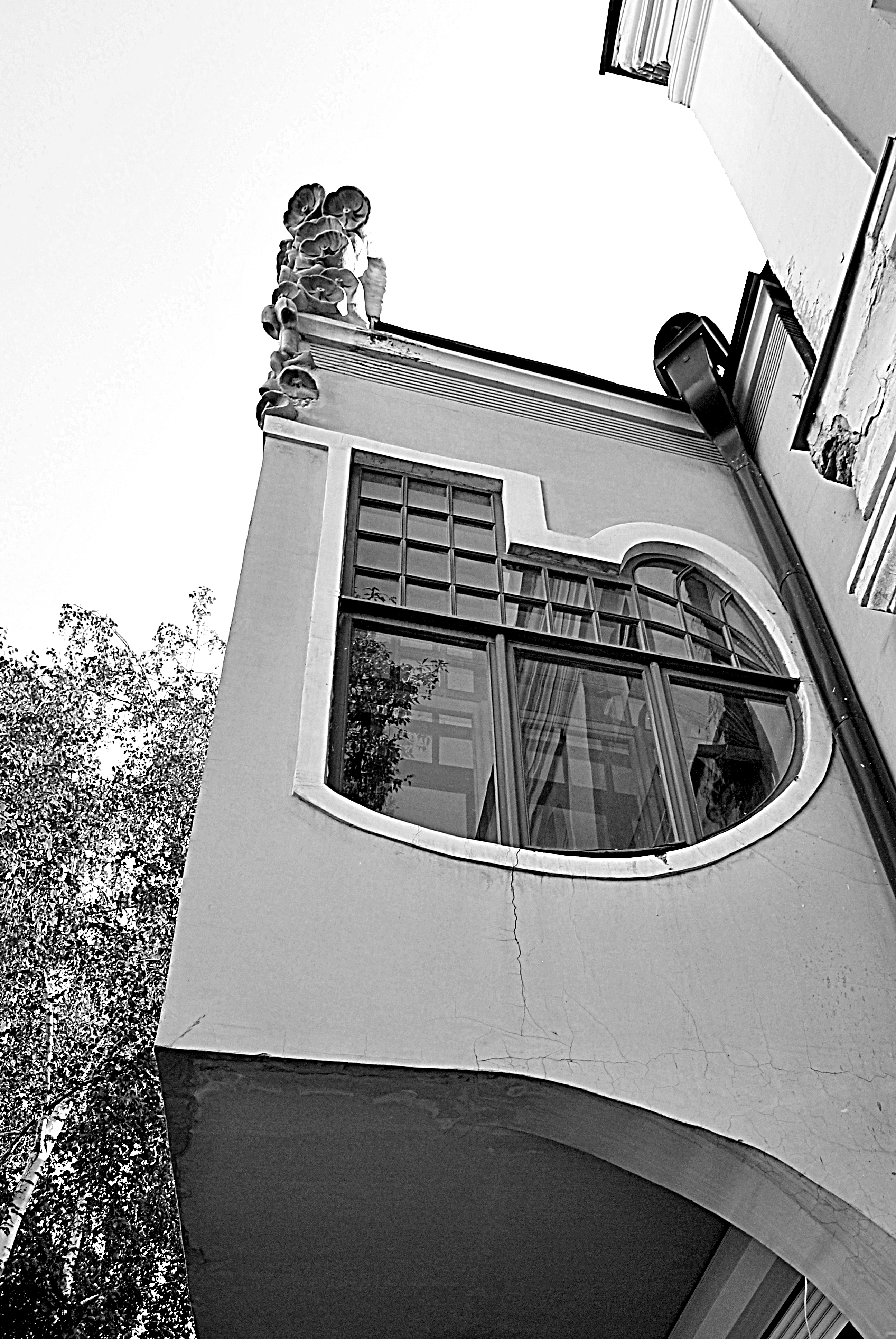
vue de l'oriel principal.